# Joachim von Pfeil
Joachim Graf von Pfeil und Klein-Ellguth (Nowa Ruda 30 de diciembre de 1857 - Biedrzychowice,12 de marzo de 1924) fue un agente colonial y explorador alemán.

## Biografía
Provenía de la noble familia Pfeil, era hijo del administrador del distrito prusiano Valerian von Pfeil y de Antonie, condesa von Breßler. 
En 1873, Pfeil viajó con la Misión Luterana de Hermannsburger a Natal, en África Austral. Desde allí se trasladó hacia el interior, estableciéndose en los montes Drakensberg, en el Estado Libre de Orange, y se dedicó a la agricultura y la cría de ganado, permaneciendo en la región hasta 1877. En 1882, Pfeil exploró áreas de la región del río Limpopo, cartografiando parte de su curso, pero tuvo que regresar a Alemania por enfermedad en 1883. 
Pfeil apoyó la idea de una colonización alemana del África Oriental. En 1884, viajó a Zanzíbar en una misión de la Compañía Alemana de África Oriental con Carl Peters, Karl Ludwig Jühlke y August Otto. Viajaron siguiendo el río Wami e iniciaron la colonización alemana de la región mediante la firma de doce contratos con autoridades locales.  Pfeil y Otto se quedaron en Ussagara para establecer allí una estación alemana.
En mayo de 1885, Pfeil viajó por el río Rufiji, cruzó las montañas Rubeho y entró en la tierra de los wahehe. En diciembre de 1885, fue el primer europeo en explorar el curso del río Ulanga, la parte alta del Rufiji. En 1886 sucedió a Karl Ludwig Jühlke como director general de la compañía en Somalilandia. Desde diciembre de 1886 hasta mayo de 1887 viajó río arriba por el río Pangani y finalmente renunció al puesto directivo, regresando a Europa en julio de 1887.

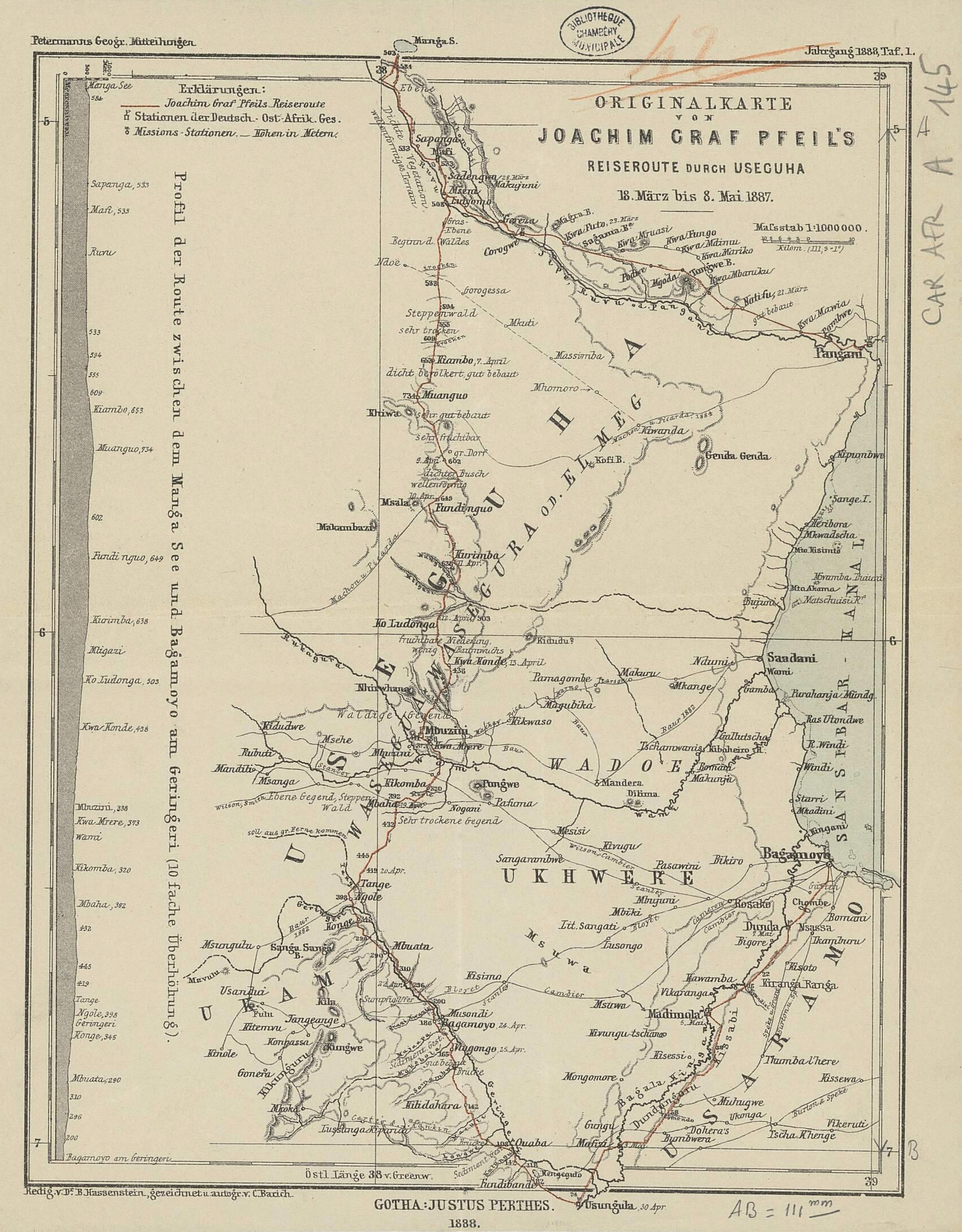
Mapa de los viajes de von Pfeil por la región de Useguha

Pfeil se unió a la Compañía Alemana de Nueva Guinea, participando en una expedición al interior de Nueva Guinea. Luego ocupó un puesto en la administración del Archipiélago Bismarck, donde recorrió la isla de Nueva Irlanda. Después de enfermar, y de una larga estancia en Java, volvió a Europa en octubre de 1889. 
De junio a noviembre de 1892, Pfeil viajó desde el río Orange hasta la ciudad de Windhoek y la bahía de Walvis, en representación del Sindicato Alemán de Colonización del África Sudoccidental, ya que el territorio formaba parte entonces del África del Sudoeste alemana. 
Entre 1897 y 1901 realizó varios viajes a Marruecos, a Estados Unidos y México en 1904, y al este del África alemana e inglesa en 1905. Fue profesor en el instituto francés de Berlín desde 1917 a 1920. Durante sus viajes, Pfeil recolectó colecciones de plantas.

## Obras
Joachim von Pfeil publicó varios libros sobre sus viajes, la mayor parte de ellos orientados al aprovechamiento colonial de los territorios recorridos:
- Vorschläge zur praktischen Kolonisation in Ost-Afrika [Sugerencias para la colonización práctica en África Oriental] (1890).
- Studien und Beobachtungen aus der Südsee [Estudios y observaciones de los Mares del Sur]  (1899).
- Die Gründung der Boerenstaaten [La fundación del Boerenstaaten] (1899).
- Geographische Beobachtungen in Marokko [Observaciones geográficas en Marruecos]  (1902).
- Warum brauchen wir Marokko? [¿Por qué necesitamos a Marruecos?] (1904).
- Zur Erwerbung von Deutsch-Ostafrika. Ein Beitrag zu seiner Geschichte [Sobre la adquisición del África Oriental Alemana. Una contribución a su historia] (1907).
- Ein bewegtes Leben. Erlebnisse aus seiner Jugendzeit für die Jugend erzählt Una vida llena de acontecimientos. [Experiencias de su juventud contadas a los jóvenes] (1911).
- Marokko. Wirtschaftliche Möglichkeiten und Aussichten Marruecos. [Oportunidades y perspectivas económicas] (1912).